# Tonodesmus bolivari
Tonodesmus bolivari är en mångfotingart som beskrevs av Filippo Silvestri 1925. Tonodesmus bolivari ingår i släktet Tonodesmus och familjen fingerdubbelfotingar. Utöver nominatformen finns också underarten T. b. robustior.